# Ganzsachenausschnitt

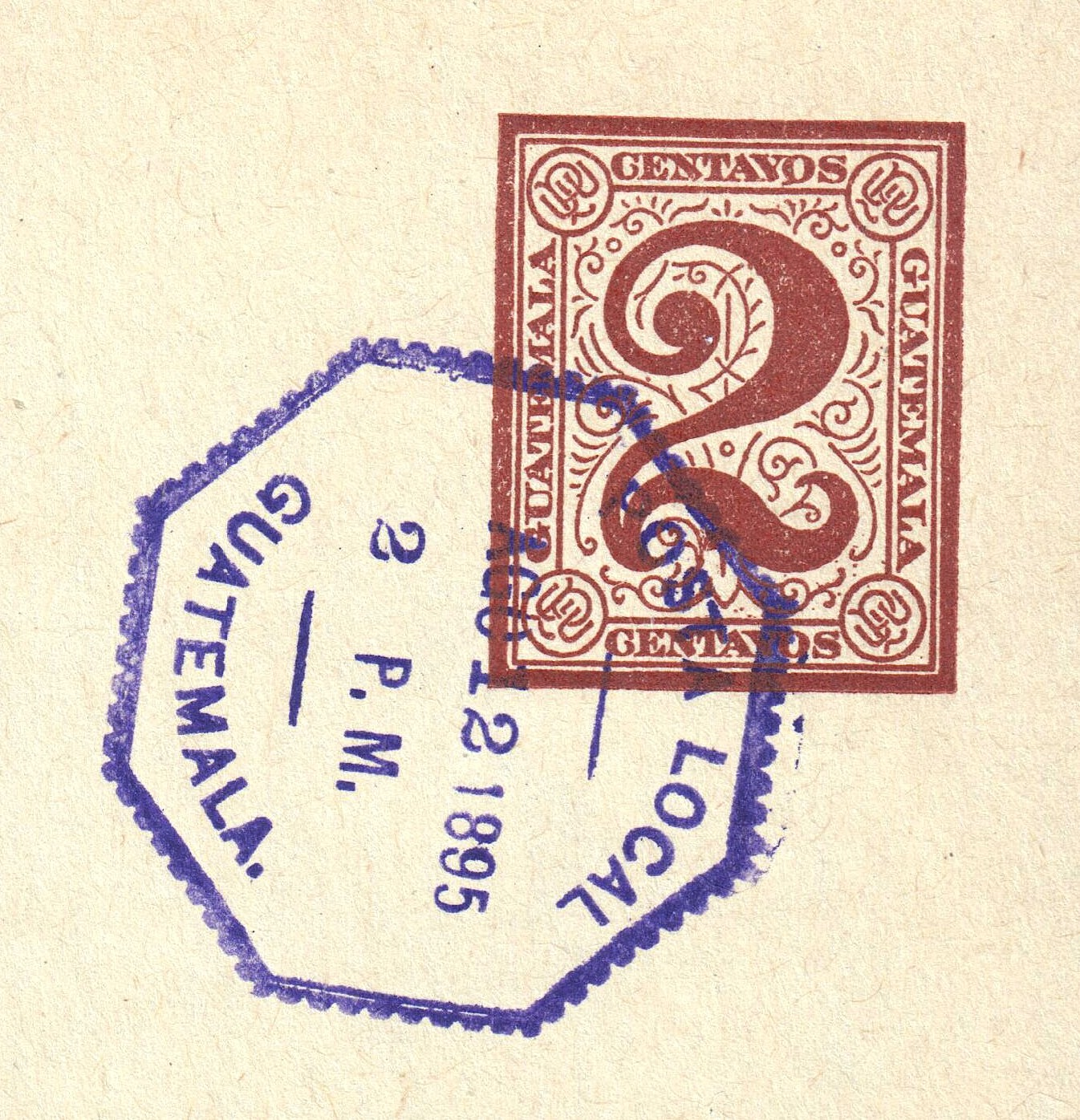
Ganzsachenausschnitt von 1890 aus Guatemala, Stempel 'Poste Local Guatemala' vom 12. August 1895

Ein Ganzsachenausschnitt (abgekürzt: GAA) ist ein von einer Ganzsache ausgeschnittener Wertzeicheneindruck.

## Sammeln
Insbesondere in den frühen Phasen der Philatelie um 1900 wurden Wertzeicheneindrucke gerne ausgeschnitten und gesammelt. Meist wurden sie entweder ihrer Form nach oder als rechteckige Stücke ausgeschnitten. Unter Ganzsachensammlern gilt es heute als ein Tabu, die Wertzeichen überhaupt jemals auszuschneiden. Es gibt noch größere ältere Bestände davon. Heute werden sie oft nur in die eigene Sammlung aufgenommen, wenn sie einen besonderen Poststempel haben. Ungestempelte Stücke sind heute meist kaum noch etwas wert. Nur eher selten sind Ganzsachenausschnitte in Ganzsachenkatalogen mit Preisangaben aufgeführt, die Preise bewegen sich dann dabei im Bereich von 10 % bis 50 % der vollständigen Ganzsachen. Im Nachhinein kann oft nicht mehr festgestellt werden, von welchem genauen Typ Ganzsache die Ausschnitte stammen. Dabei kommen verschiedene Möglichkeiten dafür in Frage, die jeweils auf gleichem Papier mit identischen Wertzeichen bedruckt sind und daher nicht unterschieden werden können. Aufgeklebte, postalisch verwendete Stücke werden von manchen Philatelisten mitunter gerne gesammelt.

## Frankaturgültigkeit
Zeitweise waren ungestempelte Ganzsachenausschnitte in manchen Postgebieten als Postwertzeichen zugelassen oder sie waren teilweise zumindest inoffiziell toleriert. Bei der Reichspost waren sie von 4. August 1873 möglich, was bald wieder rückgängig gemacht wurde. Selbst als sie nicht erlaubt waren, schlüpften sie manchmal unbeanstandet durch.